# Pachycephala soror
A Pachycephala soror a madarak osztályának verébalakúak (Passeriformes) rendjébe és a légyvadászfélék (Pachycephalidae) családjába tartozó faj.

## Rendszerezése
A fajt Philip Lutley Sclater angol ornitológus írta le 1874-ben.

## Alfajai
- Pachycephala soror bartoni (Ogilvie-Grant, 1915) - Új-Guinea délkeleti része és a Goodenough-sziget
- Pachycephala soror klossi (Ogilvie-Grant, 1915) - Új-Guinea középső és keleti része
- Pachycephala soror octogenarii (Diamond, 1985) - Kumawa-hegység (Új-Guinea nyugati részén)
- Pachycephala soror soror (P. L. Sclater, 1874) - Új-Guinea északnyugati része [2]

## Előfordulása
Új-Guinea szigetén, Indonézia és Pápua Új-Guinea területén honos. Természetes élőhelyei a szubtrópusi és trópusi síkvidéki és hegyi esőerdők. Állandó, nem vonuló faj.

## Megjelenése
Testhossza 15 centiméter, testtömege 22–27 gramm.

## Életmódja
Rovarokkal táplálkozik.

## Természetvédelmi helyzete
Az elterjedési területe nagy, egyedszáma pedig stabil. A Természetvédelmi Világszövetség Vörös listáján nem fenyegetett fajként szerepel.